# Heteroclita lubojackyi
Heteroclita lubojackyi är en skalbaggsart som beskrevs av Franz Antoine 2001. Heteroclita lubojackyi ingår i släktet Heteroclita och familjen Cetoniidae. Inga underarter finns listade i Catalogue of Life.